# 2012年6月英國

## 6月26日
- 作為女皇登基鑽禧紀念慶祝活動的一部份，英女皇伊利沙伯二世與皇夫菲臘親王展開對北愛爾蘭為期兩天的訪問行程，女皇在訪問首日訪問一些曾經因愛爾蘭共和軍恐怖襲擊而喪生的死者家屬。BBC （页面存档备份，存于）
- 下議院確認國會大笨鐘鐘樓將正式改名為「伊利沙伯塔樓」，以紀念女皇登基鑽禧。BBC （页面存档备份，存于）

## 6月25日
- 曼徹斯特都會大學與蘭開夏中部大學的師生在劍橋郡奧金頓一處盎格魯-撒克遜時期的墓地進行考古發掘時，出土一個埋有一名女性與一隻牛隻的墓葬，相信屬於公元5世紀晚期。參與發掘的學生形容有關墓葬「相當異常」，因為英國境內過往只曾發現男性與馬匹合葬的古代墓葬，而且相當罕有。BBC （页面存档备份，存于）
- 工黨籍前任財政大臣戴理德警告，蘇格蘭一旦獨立將會走上不歸之路，形容獨立就像「買下單程車票把我們的孩子送往完全不明的目的地」。他呼籲蘇格蘭應繼續留在聯合王國，並表示蘇格蘭議會和英國國會並立可為蘇格蘭盡取「兩地優勢」。BBC （页面存档备份，存于）

## 6月23日
- 唐寧街首相府發言人強調英揆大衛·卡梅倫事前已知道教育大臣高文浩有關廢除GCSE會考的計劃，反駁自民黨籍副首相尼克·克萊格較早前表示，他與卡梅倫都被蒙在鼓裡的說法。克萊格較早前也警告，未得自民黨支持，有關的方案將不能進一步提出。BBC （页面存档备份，存于）
- 英格蘭北部連場大雨，環境局發出90宗水浸警告，西北英格蘭地區一夜之間有約500座建築物水浸，部份居民需要撤離。在過去24小時，英格蘭西北和東北地區均錄得超過100毫米雨量，是當地平均一個雨降雨量的總和。BBC （页面存档备份，存于）
- 2012年倫敦奧運聖火傳遞至曼徹斯特，市中心一段路程將由著名單車選手克里斯·霍伊爵士帶領。BBC （页面存档备份，存于）
- 聯合政府將於下周公佈上議院改革方案，消息指出，方案將建議上院議員數目由目前超過800人減至只有300人，其中240人選舉產生，餘下60人以委任產生，預計最快可於2015年舉行首場上院選舉。不過，消息同時透露政府不會就方案舉行全國公投。BBC （页面存档备份，存于）
- 愛爾蘭新芬黨召開特別會議後宣佈，英女皇伊利沙伯二世下周訪問北愛爾蘭貝爾法斯特的時候，將歷史性地派出馬丁·麥吉尼斯在一個場合與女皇會面，屆時更會公開與女皇握手。新芬黨主席格里·亚当斯形容有關決定「對愛爾蘭有益」，也是「因正確的原因、在正確的時候作正確的事」。BBC （页面存档备份，存于）

## 6月21日
- 緬甸反對派領袖昂山素姬在倫敦的國會西敏廳向上下兩院發表演說，過去通常只有國家元首才會獲得邀請。昂山素姬在演說中呼籲英國提供援助協助緬甸發展民主。較早前昂山素姬到唐寧街首相府拜會英揆大衛·卡梅倫，以及到克拉倫斯府會見皇儲查理斯王子伉儷。BBC （页面存档备份，存于）
- 教育大臣高文浩表示，政府計劃在2016年停辦目前中學學生應考的GCSE會考，改為引入類似昔日O-Level程度較深的會考，他強調近年中學會考程度愈來愈淺，優良率過高，導致學生未能接受優質教育。不過反對者批評，政府一旦重新採用類似舊制的會考模式，將迫使學生過早選科，容易造成標籤效應，也加重學生學業負擔。鑑於教育政策屬於權力下放事務，高文浩提出的方案只會適用於英格蘭地區，威爾斯和北愛爾蘭可自行決定是否跟從，但威爾斯地方政府的教育事務發言人較早前已明言當地不會走回頭路採用O-Level的會考模式。BBC （页面存档备份，存于）、每日郵報 （页面存档备份，存于）

## 6月20日
- 政府最新數字顯示，2012年2月至4月全國失業人口減少51,000人至261萬人，最新失業率是百分之8.2。不過，5月份申領失業救濟金的人數較4月份增加8,100人至160萬人。BBC （页面存档备份，存于）
- 警方表示，維基解密創辦人朱利安·阿桑奇在周二走到倫敦的厄瓜多駐英國大使館尋求政治庇護，違反保釋期間留在指定居所的規定，正面臨被警方拘捕，而厄瓜多爾方面表示正研究阿桑奇的政治庇護申請。被指在瑞典涉嫌干犯強姦和性騷擾等罪行的阿桑奇，較早前被英國最高法院裁定須接受引渡安排，但阿桑奇未能在上周限期前就裁決提出上訴。BBC （页面存档备份，存于）
- 全球首位誕下試管嬰兒的母親萊斯莉·布朗在布里斯托病逝，終年64歲。來自當地的萊斯莉透過體外人工受精的方法，在1978年7月於奧漢姆普通科醫院誕下長女，她後來再透過同樣方法誕下幼女。BBC （页面存档备份，存于）

## 6月19日
- 緬甸民權領袖昂山素姬展開英國訪問的首日行程，她在倫敦參觀英國廣播公司總部，獲信託會主席彭定康勳爵迎接，她讚揚英國廣播公司全球服務過去製作了不少優秀的廣播節目。BBC （页面存档备份，存于）
- 昂山素姬同日還到倫敦政治經濟學院出席一場有關民主法治的辯論，接著轉到她上世紀80年代定居的牛津慶祝67歲生日。昂山素姬周四將向國會上下兩院發表演說，另會拜會威爾斯親王查理斯伉儷。BBC （页面存档备份，存于）
- 對於聯合政府提出簡化程序以解僱表現持續一年欠佳的公務員，內閣廳部長麥浩德強調有關建議「並非要撻伐公務員」，又指出建議中的不少改革均得到公務員支持。工黨發言人回應有關言論，表示該黨只支持「合情理」而非「混亂」的變革。BBC （页面存档备份，存于）

## 6月16日
- 英廷在《倫敦憲報》公佈2012年英女皇壽辰授勳名單，國內外多名臣民獲勳，其中曾於1998年獲菲爾茲獎的數學家蒂莫西·高爾斯教授獲KBE勳銜，成為爵士；國際女建築師薩哈·哈帝和工黨籍前文化大臣蔣黛思獲DBE勳銜，成為女爵士；在1997年電影《鐵達尼號》擔演女主角的女星琦·溫斯莉獲CBE勳銜。英國憲報
- 在海外地區方面，英資太古集團主席何禮泰和怡和集團前任常務董事兼香港總商會前主席黎定基分別獲授CMG勳銜。英國憲報

## 6月11日
- 前首相白高敦出席負責調查傳媒操守的萊韋森調查委員會，他作供時談及小報《太陽報》在2006年公開報導幼子患有囊腫性纖維化一事。他透露幼子當時在法夫國民保健署轄下的公立醫院接受治療，事發後，醫院的行政總監曾向他致歉，相信有職工未經授權向外透露其幼子的病情。對於《太陽報》當年聲稱在白高敦知情下取得有關病歷，他強烈否認有關說法。BBC （页面存档备份，存于）
- 白高敦在委員會上又強調，《太陽報》在2009年由原來支持工黨轉為支持保守黨後，他從來沒有致電新聞集團主席魯珀特·梅鐸，恐嚇「要向他的新聞帝國開戰」；他堅稱自己沒有說謊，還表示「寧可當一任誠實的首相，也不當兩任不誠實的首相」。梅鐸在今年4月向委員會作供時，表示白高敦當時神智失衡，而且在語帶恐嚇的情形下說出「開戰論」。BBC （页面存档备份，存于）
- 唐寧街首相府發言人證實，英揆大衛·卡梅倫一家數月前在白金漢郡鄉間官邸契克斯附近一家酒吧消遣，駕車離開後發現不見了八歲女兒蘭茜。卡梅倫夫人致電酒吧確認蘭茜安然無恙後，在15分鐘後折返酒吧接走女兒。BBC （页面存档备份，存于）

## 6月10日
- 英國廣播公司至今接獲約2,425宗涉及英女皇伊利沙伯二世登基鑽禧特備節目的投訴，大部份投訴批評有關節目欠缺深度和製作馬虎。針對千帆巡遊泰晤士河當日，不少投訴更指出節目製作手法沉悶，主持準備不足、缺乏解說，甚至誤以「殿下」而非「陛下」稱呼女皇。BBC （页面存档备份，存于）
- 威爾斯中部的水災災情仍未化解，有堤壩出現崩塌的危險，警方需要疏散附近村莊約600名居民。BBC （页面存档备份，存于）

## 6月9日
- 因膀胱炎入住倫敦英皇愛德華七世醫院的皇夫菲臘親王，在留醫五天後出院。他在步出醫院的時候與院方職員握手，並與在場民眾揮手。白金漢宮發言人表示，菲臘親王將於周日在私人場合慶祝91歲壽辰，但不會有公開活動。BBC （页面存档备份，存于）
- 威爾斯中部地區因暴雨造成河水氾濫，多處地方水浸，水深最高達1.5米，約150名居民被撤離到安全地方暫避。部份地區水位已開始下降，當局正展開清理工作。BBC （页面存档备份，存于）

## 6月8日
- 因《世界新聞報》竊聽醜聞而召開的萊韋森調查委員會在網頁宣佈，下周將傳召多名政要作供，當中包括英揆大衛·卡梅倫、副首相尼克·克萊格和財相歐思邦、另還有前首相白高敦、馬卓安爵士、工黨黨魁文立彬和副黨魁夏雅雯等。BBC （页面存档备份，存于）
- 在蘇格蘭愛丁堡釀製威士忌的英國北方釀酒廠爆發退伍軍人症疫潮，釀酒廠事後已經停產，並停用涉事的水冷塔。疫潮爆發至今造成一人死亡，28人證實感染退伍軍人症，另有46人懷疑受感染。BBC （页面存档备份，存于）

## 6月6日
- 英女皇伊利沙伯二世透過電台和電視向英國和英聯邦發表鑽禧文告，女皇形容連日的慶祝活動為她留下了「謙卑的經歷」，對於萬民祝賀「深受感動」。BBC （页面存档备份，存于）
- 英女皇伊利沙伯二世在安德魯王子到倫敦英皇愛德華七世醫院，探訪因膀胱炎入院的皇夫菲臘親王。菲臘親王將於周日渡過91歲壽辰，白金漢宮發言人表示他「康復進展良好」，但仍要住院數天。BBC （页面存档备份，存于）

## 6月5日
- 一連四天的英女皇伊利沙伯二世登基鑽禧假期踏入最後一天，女皇與主要皇室成員在上午出席聖保羅座堂的感恩崇拜，隨後轉到倫敦市市長官邸出席歡迎儀式，以及到西敏宮內的西敏堂出席大型午宴。在大批群眾夾道歡呼下，女皇一行在下午乘坐古老開蓬馬車返回白金漢宮，除了在白金漢宮陽台觀賞皇家空軍花式飛行表演，又與在場民眾揮手致意。BBC （页面存档备份，存于）
- 在日前出席泰晤士河千帆巡遊的皇夫菲臘親王因膀胱炎入住英皇愛德華七世醫院接受觀察，沒有大礙，但卻因此缺席昨天白金漢宮的戶外演唱會，以及今日所有的官方慶祝活動。預料菲臘親王仍需留醫數天才能出院。BBC （页面存档备份，存于）

## 6月4日
- 倫敦白金漢宮外有大型戶外演唱會慶祝英女皇伊利沙伯二世登基鑽禧，表演嘉賓包括湯·鍾士爵士、莎莉·貝絲女爵士、艾頓·約翰爵士、羅比·威廉斯和凱莉·米洛等。女皇與主要皇室成員均有出席。當局估計倫敦各地有25萬人在白金漢宮現場觀看或在其他地方透過戶外大電視收看直播。演唱會過後更有大型煙花表演。BBC （页面存档备份，存于）
- 為慶祝英女皇伊利沙伯二世登基鑽禧，英聯邦逾4,000處地點舉行燃點烽火或燈塔亮燈儀式，除了英倫三島和外島以外，舉行儀式的地點更遍及紐西蘭、澳洲、加拿大、湯加、福克蘭群島、馬爾他和肯雅各地。在倫敦白金漢宮出席戶外演唱會的女皇會負責燃點最後一台烽火。BBC （页面存档备份，存于）

## 6月3日
- 倫敦泰晤士河有大型巡遊慶祝英女皇伊利沙伯二世登基鑽禧紀念，在逾千艘各式遊船伴隨下，女皇伉儷與其他皇室成員乘坐皇家駁船御巡泰晤士河，雖然天色不美，但沿途仍有數萬名民眾在河畔夾道歡呼，場面盛大。BBC （页面存档备份，存于）
- 皇儲查理斯與夫人卡米拉突然現身倫敦市中心皮卡地里一個慶祝女皇登基鑽禧的街頭派對，與在場民眾熱情交流。此外，當局估計全國各地分別舉辦了數以萬計的街頭派對，有大約600萬人參與，單是英格蘭和威爾斯就有近9,500處地點需要實施封路。不少民眾透過街頭派對與鄰居分享食物，增進睦鄰關係，部份地方的街頭派對更延綿逾兩公里。BBC （页面存档备份，存于）、BBC （页面存档备份，存于）

## 6月2日
- 英女皇伊利沙伯二世伉儷在皇室成員陪同下出席德比郡的葉森打吡大賽，為英國一連四日鑽禧周末假期連串慶祝女皇登基鑽禧的活動揭開序幕。倫敦、愛丁堡、卡迪夫和貝爾法斯特等地均有鳴炮儀式，紀念女皇1953年加冕的59周年紀念。BBC （页面存档备份，存于）
- 過半數下議院議員聯署，建議把國會西敏宮的鐘樓以英女皇伊利沙伯二世命名，以紀念女皇登基60年以來作出的貢獻。俗稱「大笨鐘」的國會東部塔樓一直只以「鐘樓」作為正式名稱。BBC （页面存档备份，存于）

| 依月份排列新聞動態 |
| \| - 2014年英國：1月 - 2月 - 3月 - 4月 - 5月 - 6月 - 7月 - 8月 - 9月 - 10月 - 11月 - 12月 - 2013年英國：1月 - 2月 - 3月 - 4月 - 5月 - 6月 - 7月 - 8月 - 9月 - 10月 - 11月 - 12月 - 2012年英國：1月 - 2月 - 3月 - 4月 - 5月 - 6月 - 7月 - 8月 - 9月 - 10月 - 11月 - 12月 - 2011年英國：1月 - 2月 - 3月 - 4月 - 5月 - 6月 - 7月 - 8月 - 9月 - 10月 - 11月 - 12月 - 2010年英國：1月 - 2月 - 3月 - 4月 - 5月 - 6月 - 7月 - 8月 - 9月 - 10月 - 11月 - 12月 - 2009年英國：1月 - 2月 - 3月 - 4月 - 5月 - 6月 - 7月 - 8月 - 9月 - 10月 - 11月 - 12月 - 2008年英國：1月 - 2月 - 3月 - 4月 - 5月 - 6月 - 7月 - 8月 - 9月 - 10月 - 11月 - 12月 檢閱 \| |
| - 2014年英國：1月 - 2月 - 3月 - 4月 - 5月 - 6月 - 7月 - 8月 - 9月 - 10月 - 11月 - 12月 - 2013年英國：1月 - 2月 - 3月 - 4月 - 5月 - 6月 - 7月 - 8月 - 9月 - 10月 - 11月 - 12月 - 2012年英國：1月 - 2月 - 3月 - 4月 - 5月 - 6月 - 7月 - 8月 - 9月 - 10月 - 11月 - 12月 - 2011年英國：1月 - 2月 - 3月 - 4月 - 5月 - 6月 - 7月 - 8月 - 9月 - 10月 - 11月 - 12月 - 2010年英國：1月 - 2月 - 3月 - 4月 - 5月 - 6月 - 7月 - 8月 - 9月 - 10月 - 11月 - 12月 - 2009年英國：1月 - 2月 - 3月 - 4月 - 5月 - 6月 - 7月 - 8月 - 9月 - 10月 - 11月 - 12月 - 2008年英國：1月 - 2月 - 3月 - 4月 - 5月 - 6月 - 7月 - 8月 - 9月 - 10月 - 11月 - 12月 檢閱       |